# Мохаммед Захур Хайям
Мохаммед Захур Хайям (англ. Mohammed Zahur Khayyam, пенджаб. ਮੁਹੰਮਦ ਜ਼ਹੂਰ ਖ਼ਯਾਮ, гінді मोहम्मद ज़हुर खय्याम; 18 лютого 1927, Пенджаб) — індійський композитор, відомий своєю музикою до кінофільмів.
Отримав три три премії Filmfare Awards за найкращу музику в 1977 році за фільм «Kabhi Kabhie» і 1982 за «Дорога Умрао» («Umrao Jaan»), а у 2010 році за визначні досягнення. Удостоєний премії Академії Сангіт Натак (Sangeet Natak Akademi Award) у 2007 році за досягнення у музиці. Удостоєний третьої найвищої цивільної нагороди Індії Падма Бхушан у 2011 році.

## Біографія
Хайям народився 18 лютого 1927 року у Пенджабі, Британська Індія. Ще юним утік до Делі, щоб навчатись музиці, проте змушений повернутись додому щоб закінчити школу. Згодом переїхав у Лахор, щоб навчатись музики у Баби Чішті. Далі вивчав музика у Пандіт Амар Натх (Pandit Amar Nath). У віці 17 рокі став помічником Баби Чішті у написанні музики до фільмів. Служив в армії під час другої світової війни. Після війни переїхав у Бомбей, де почав писати музику до фільмів. За 50 років написав багато успішних композицій для Болівуду. У 2011 році заснував фонд для підтримки молодих музикантів. Перерахував у фонд майже всі свої статки ($1,5 млн).